# Giacomo Cuncu
Giacomo Cuncu (* 21. März 1988 in Cagliari, Italien) ist ein italienischer Inline-Speedskater.

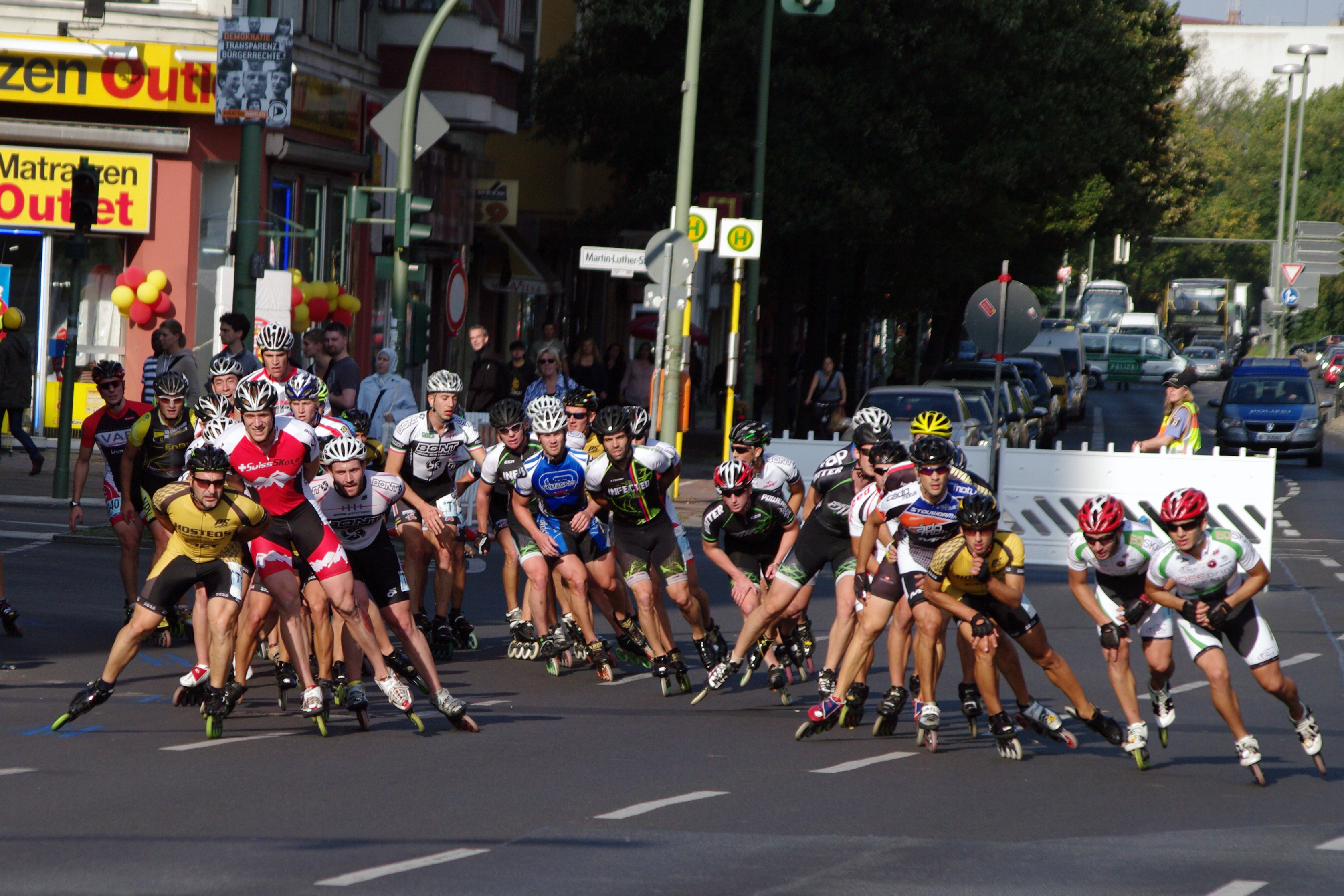
Giacomo Cuncu (ganz rechts) an der Spitze des Hauptfeldes beim Berlin-Marathon 2011.

Er lebt seit 2005 in Berlin.

## Palmarès
- Weltmeisterschaften:
  - WM 2012: Platz 6 über 500 m (Bahn)[2]
- Europameisterschaften:
  - EM 2013:  3000 m Staffel (Bahn, für Italien)
  -  Europameisterschaften 2005 der Junioren (300 m Einzelsprint, Bahn)
- Nationale Meisterschaften:
  - DM 2008:  Teamzeitfahren über 10.000 m (für Berlin)
  - DM 2009:  5000 m Staffel (für SCC XSpeed Team Berlin),  5000 m Massenstart und 20000 m Ausscheidung,  300 m Einzelsprint
  - DM 2010:  Teamverfolgung über 1400 m (für Berlin)
  - mehrere Medaillen bei den Italienischen Meisterschaften
- German-Inline-Cup: GIC’09: Platz 6[3], GIC’10: Zweiter[4], GIC’11: Zweiter[5]
- Weitere Rennen:
  - Sieger Köln-Marathon 2009[6]
  - Zweiter XRace 2011[7]
  - Sieger Berliner City-Nacht 2014[8]
  - Zweiter Berliner Halbmarathon 2015[9]
  - Sieger: Duisburg-Marathon 2016
  - Sieger: Berliner City-Nacht 2016

## Teams
- O.B.F.S.T Speed Team, 2005
- Creative-Rollerblade-Team, 2006[10]
- CITIUS Skate Team, 2007
- Rollerblade Citius, 2008
- Experts Race Team, 2009[11]
- Stadler-X-Tech-Racing-Team, 2010
- Bussmann-Racing-Team, 2011
- EOSkates World Team, 2012–2013[12]
- PURE Racing-Team, 2016[13]